# Arcangel
Arcangel ou, transliterado do russo, Arkhangelsk (russo:  Архáнгельск; IPA: [ɐrˈxanɡʲɪlʲsk]) é a capital da província de Arcangel, localizada na Rússia, na margem da Baía do Dvina, no Mar Branco. A sua população é de 348 783 habitantes nos censos de 2010. Não existe, a norte, cidade maior que Arcangel.

## História

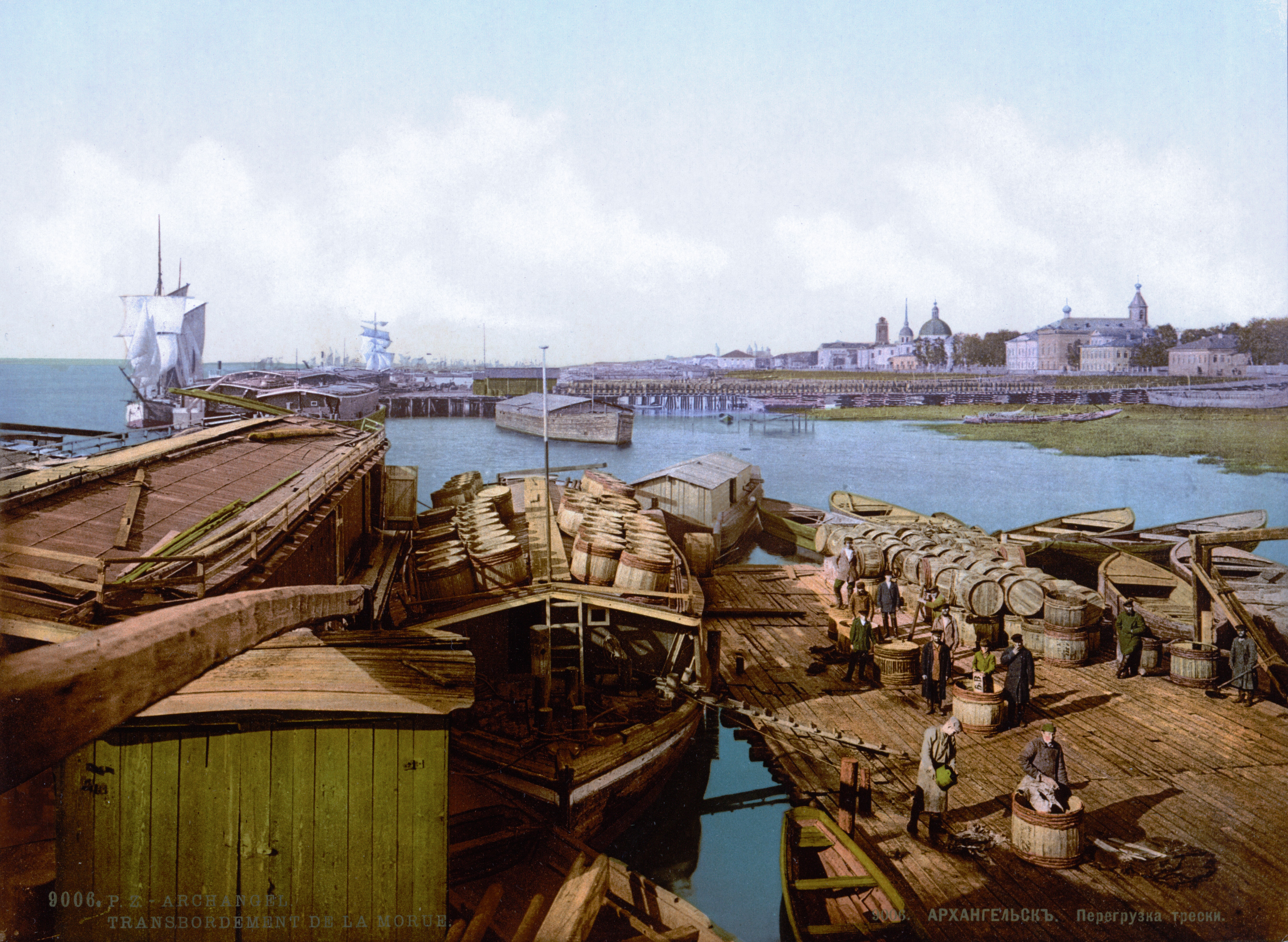
Porto de Arcangel em 1896

Já no século XII se tinha estabelecido o mosteiro ortodoxo russo de São Miguel Arcanjo na zona.
Arcangel foi fundada oficialmente por Ivã IV da Rússia em 1584 com o nome de Novokholmogory (em russo:  Новохолмого́ры), nome que mudou para o actual em 1613 em honra do vizinho mosteiro. 
Desde a sua fundação foi o porto mais importante da Rússia até à construção do porto de São Petersburgo em 1703 por ordem de Pedro I da Rússia (que a converteria depois em capital do Império Russo), a qual provocou que Arcangel entrasse numa profunda decadência no século XVIII (o comércio pelo Mar Báltico predominava sobre o do Mar Branco), mas o comércio voltou a florescer no século XIX, ao ficar completa a linha férrea com Moscovo.
De 1918 a 1920, durante a Guerra Civil Russa, foi ocupada pelas tropas anglo-americanas.

## Economia

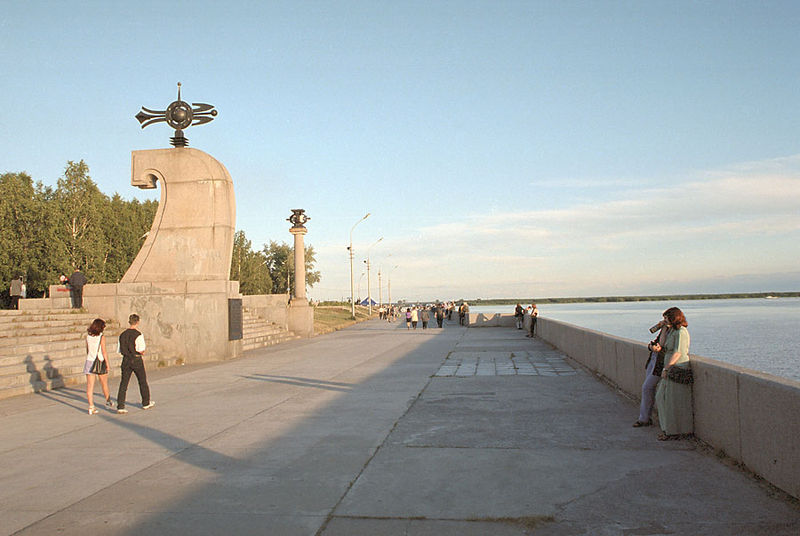
Margem do rio Dvina na actualidade

Actualmente continua a ser um importante porto apesar de estar coberto por gelo durante os meses de Inverno. Tem estaleiros e uma importante indústria naval e conserveira.

## Esporte
A cidade de Arcangel era a cidade-sede do FC Spartak-Arktikbank Arkhangelsk, que participou do Campeonato Russo de Futebol. 